# Mortierellaceae
Mortierellaceae Luerss. – rodzina grzybów należąca do typu Mucoromycota.

## Charakterystyka
Gatunki rodziny Mortierellaceaezazwyczaj tworzą białą, kosmatą grzybnię powietrzną na różnych podłożach. Charakteryzują się koenocytarnymi strzępkami, rozgałęzioneymi lub nierozgałęzionymi sporangioforami, u podstawy napęczniałymi, gładkimi lub ornamentowanymi zarodniami, wytwarzaniem chlamydospor i zygospor. Są to zarówno gatunki homotaliczne, jak i heterotaliczne.
Są szeroko rozpowszechnienie w strefie umiarkowanej, gdzie są prawie kosmopolityczne i występują w wielu różnych siedliskach. Wiele gatunków to grzyby saprotroficzne żyjące na różnych organicznych podłożach, w tym także na innych grzybach (grzyby nagrzybne), a niektóre gatunki rodzaju Morteriella to grzyby koprofilne występujące na odchodach nietoperzy. Niektóre gatunki znaleziono na niedawno pozbawionym lodu, jałowym gruncie na przedpolu lodowców. Badania nad mikroflorą glebową w skali globalnej donoszą, że Mortierella mogą być ważnymi członkami populacji drobnoustrojów żyjących w glebie (grzyby glebowe). Mortierella spp. tworzą znaczne ilości biomasy grzybów w glebie, zarówno w okresie pokrywy śnieżnej, jak i w okresie wegetacji.

## Systematyka i nazewnictwo
Pozycja w klasyfikacji według Index Fungorum: Mortierellales, Incertae sedis, Mortierellomycetes, Mortierellomycotina, Mucoromycota, Fungi.
Według CABI databases bazującej na Dictionary of the Fungi do rodziny tej należą rodzaje:
- Actinomortierella Chalab. 1968
- Aquamortierella Embree & Indoh 1967
- Benniella Vandepol & Bonito 2020
- Dissophora Thaxt. 1914
- Entomortierella Vandepol & Bonito 2020
- Gamsiella (R.K. Benj.) Benny & M. Blackw. 2004
- Gryganskiella Vandepol & Bonito 2020
- Linnemannia Vandepol & Bonito 2020
- Lobosporangium M. Blackw. & Benny 2004
- Lunasporangiospora Vandepol & Bonito 2020
- Mortierella Coem. 1863
- Necromortierella Vandepol & Bonito 2020
- Podila Stajich, Vandepol & Bonito 2020
- Tyroliella Telagathoti, Probst & Peintner 2022[2].